# DNB (banque)
Pour les articles homonymes, voir DnB.
DNB ASA (anciennement DnB NOR) est la plus grande banque et entreprise du secteur financier de Norvège, avec une capitalisation de 102 milliards de couronne norvégienne en 2009. 
DNB possède les marques Vital, Nordlandsbanken, Cresco, Postbanken, DnB NORD et Carlson. Son siège social se trouve à Oslo.  Son principal actionnaire est le ministère norvégien du commerce et de l'industrie à 34 %. 
DNB possède à 51 %, en coentreprise avec la banque allemande Nord/LB, la banque DnB NORD présente au Danemark, en Estonie, en Finlande, en Lettonie, en Lituanie et en Pologne, avec au total plus de 2 000 employés dans 125 agences.

## Histoire
Le groupe actuel a été créé en 2003 après la fusion des groupes Den norske Bank (DnB) et Gjensidige NOR.
En septembre 2018, Nordea et DNB vendent à Blackstone pour 1 milliard d'euros une participation de 60 % dans leur filiale commune Luminor, filiale créée en 2016 par la fusion de leurs activités en Estonie, Lettonie et Lituanie.
En juin 2021, DNB acquiert Sbanken, une banque en ligne norvégienne, pour environ 1,39 milliard de dollars. En août 2021, les autorités de la concurrence norvégiennes s'opposent à cette acquisition.